# Amundava jezik
Amundava jezik (amondawa, amundawa; ISO 639-3: adw), jezik istoimenih Indijanaca Amundáwa kojim se još služi osamdesetak osoba (2003 ISA) na području brazilske države Rondônia.
Jezik pripada skupini Kawahib, porodica Tupí-Guaraní, velika porodica tupijskih jezika.

## Vanjske poveznice
- Ethnologue (14th)
- Ethnologue (15th)